# ديفيد مينر
ديفيد مينر (بالإنجليزية: David Miner)‏ هو مغني أمريكي، ولد في 24 يوليو 1942.